# Русская Мокрая
Русская Мокрая (укр. Руська Мокра) — село в Усть-Чорнянской поселковой общине Тячевского района Закарпатской области Украины.

## Население
Население по переписи 2001 года составляло 1358 человек.

## Общие сведения
Почтовый индекс — 90521. Телефонный код — 3134. Занимает площадь 24 км². Код КОАТУУ — 2124486101.

## Местный совет
90521, с. Русская Мокрая, ул. Мира, 225

## Интересные факты
В селе построена пионерская ГЭС «Юность», – в честь XXII съезда КПСС.